# Mystus leucophasis
Mystus leucophasis es una especie de pez de la familia Bagridae en el orden de los Siluriformes.

## Morfología
• Los machos pueden llegar alcanzar los 30 cm de longitud total

## Distribución geográfica
Se encuentra en Birmania.